# Wild Card (ReVamp album)
Wild Card is het tweede en tevens laatste album van de Nederlandse progressieve metalband ReVamp. Het album werd op 23 augustus 2013 in Europa uitgebracht, op 26 augustus in het Verenigd Koninkrijk en op 3 september 2013 in de Verenigde Staten.

## Tracklijst
Alle muziek en teksten zijn geschreven door Floor Jansen, Jord Otto, Ruben Wijga en Joost van den Broek. 
| Nr. | Titel                                                                 | Duur |
| --- | --------------------------------------------------------------------- | ---- |
| 1.  | The Anatomy of a Nervous Breakdown: On the Sideline                   | 3:45 |
| 2.  | The Anatomy of a Nervous Breakdown: The Limbic System                 | 4:54 |
| 3.  | Wild Card                                                             | 4:21 |
| 4.  | Precibus                                                              | 4:24 |
| 5.  | Nothing                                                               | 3:53 |
| 6.  | The Anatomy of a Nervous Breakdown: Neurasthenia (met Devin Townsend) | 5:06 |
| 7.  | Distorted Lullabies                                                   | 4:58 |
| 8.  | Amendatory                                                            | 4:48 |
| 9.  | I Can Become                                                          | 3:48 |
| 10. | Misery's No Crime (met Mark Jansen)                                   | 4:03 |
| 11. | Wolf And Dog                                                          | 5:01 |
| 12. | Sins (bonus)                                                          | 4:05 |
| 13. | Infringe (bonus)                                                      | 4:53 |

## Personeel
Bandleden
- Floor Jansen – zang, grunts (behalve op nummer 10)
- Matthias Landes – drums
- Arjan Rijnen – gitaren
- Jord Otto – gitaren
- Ruben Wijga – toetsen

Gast- en sessiemuzikanten
- Johan van Stratum – basgitaar
- Mark Jansen – grunts op track 10
- Devin Townsend – zang op track 6
- Marcela Bovio – koorzang
- Daniël de Jongh – koorzang